# Karina Mora
Karina Patricia Mora Novelo (ur. 17 listopada 1980 w Meridzie, Meksyk) – meksykańska aktorka. Najbardziej znana z telenoweli Wieczny płomień miłości.

## Filmografia
- 2005: Wieczny płomień miłości jako Maria Magdalena
- 2006: Marina jako Matilde
- 2009: Alma Indomable jako Dubraska Sorrento
- 2010: Gdzie jest Elisa? jako Gisela Cruz
- 2011-2012: Pokojówka na Manhattanie jako Yasmín Mendoza